# Punta Loyola
Punta Loyola är en udde i Argentina.   Den ligger i provinsen Santa Cruz, i den södra delen av landet, 2 100 km sydväst om huvudstaden Buenos Aires.
Terrängen inåt land är huvudsakligen platt, men åt nordväst är den kuperad. Havet är nära Punta Loyola åt nordost. Närmaste större samhälle är Río Gallegos, 14,3 km väster om Punta Loyola. 
Trakten runt Punta Loyola består i huvudsak av gräsmarker.